# Тилден, Сэмюэл
Сэмюэл Джонс Тилден (9 февраля 1814, Нью-Лебанон, Колумбия, Нью-Йорк, США — 4 августа 1886, Йонкерс, Уэстчестер, Нью-Йорк, США) — политик эпохи Реконструкции и Монолитного Юга в истории США. Был членом бурбонных нью-йоркских демократов.
Был губернатором штата Нью-Йорк (1875—1876).
Будучи оппозиционным кандидатом победил на президентских выборах 1876 года, но не смог занять пост из-за решения коллегии выборщиков, присудившей победу Ратерфорду Хейсу. Отказался от претензий на президентство в ходе компромисса 1877-го года, закончившего реконструкцию Юга.